# Zwinnik Costello
Zwinnik Costello, zwinnik zielony, neon zielony (Hemigrammus hyanuary) – gatunek słodkowodnej ryby z rodziny kąsaczowatych (Characidae). Hodowana w akwariach.

## Występowanie
Ameryka Południowa: dorzecze Amazonki.

## Opis
Wydłużony, mocno bocznie spłaszczone ciało, osiągają długość do 4 cm. Oliwkowozielone ubarwienie, brzuch srebrzysty. Przez górną część ciała przebiega niebieskawozielony pas. Na trzonie ogona znajduje się złotawa plamka. Płetwy przeźroczyste. Samce mniejsze, smuklejsze. 

## Hodowla
Zwinnik zielony jest rybą ławicową. Powinien być trzymany w grupie co najmniej 6–8 osobników.
| Zalecane warunki w akwarium | Zalecane warunki w akwarium     |
| --------------------------- | ------------------------------- |
| Zbiornik                    | minimum 80 l, o ciemnym podłożu |
| Temperatura wody            | 22–26 °C                        |
| Twardość wody               | do 15°n                         |
| Skala pH                    | lekko kwaśna, ok. 7             |
| Pokarm                      | żywy, suchy                     |